# Coronilla mangshan
Coronilla mangshan är en spindelart som beskrevs av Zhang och Yin 200. Coronilla mangshan ingår i släktet Coronilla och familjen mörkerspindlar. Inga underarter finns listade i Catalogue of Life.